# 1991 în științifico-fantastic
- 1990 în științifico-fantastic — 1991 în științifico-fantastic — 1992 în științifico-fantastic

1991 în științifico-fantastic a implicat o serie de evenimente:

## Nașteri și decese

### Decese
- Chester Anderson (n. 1932)
- Kurt Brand (n. 1917)
- Vladimir Colin (n. 1921)
- Erroll Collins (n. 1906)
- Gerry Davis (n. 1930)
- Axel Eggebrecht (n. 1899)
- Sumner Locke Elliott (n. 1917)
- Gene Roddenberry (n. 1921) - creator al serialului de televiziune și al francizei Star Trek
- Alexander Schalimow (n. 1917)
- Karl-Herbert Scheer (n. 1928)
- Arkadi Strugațki (n. 1925)
- Vercors (Pseudonimul lui Jean Bruller) (n. 1902)
- Hans Weigel (n. 1908)
- Susanne U. Wiemer (n. 1945)

## Cărți

### Povestiri
- „O plimbare prin Soare” de Geoffrey A. Landis

## Filme
| Titlu                                             | Regizor              | Distribuție                                                                 | Țara                                                                     | Sub-Gen /Note |
| ------------------------------------------------- | -------------------- | --------------------------------------------------------------------------- | ------------------------------------------------------------------------ | ------------- |
| 964 Pinocchio                                     | Shozin Fukui         |                                                                             | Japonia                                                                  |               |
| Abraxas, Guardian of the Universe                 | Damian Lee           | Marjorie Bransfield, Sven-Ole Thorsen, James Belushi                        | Statele Unite ale Americii · Canada                                      |               |
| And You Thought Your Parents Were Weird           | Tony Cookson         | Joshua John Miller, Edan Gross, Marcia Strassman                            | Statele Unite ale Americii                                               |               |
| Captain America                                   | Albert Pyun          | Matt Salinger, Ronny Cox, Scott Paulin                                      | Statele Unite ale Americii · Serbia                                      |               |
| Critters 3                                        | Kristine Peterson    | Aimee Brooks, John Calvin, Katherine Cortez                                 | Statele Unite ale Americii                                               |               |
| Critters 4                                        | Rupert Harvey        | Don Opper, Paul Whitthorne, Angela Bassett                                  | Statele Unite ale Americii                                               |               |
| Eve of Destruction                                | Duncan Gibbins       | Gregory Hines, Renée Soutendijk, Michael Greene                             | Statele Unite ale Americii                                               |               |
| Godzilla vs. King Ghidorah                        | Kazuki Ōmori         | Kenpachiro Satsuma, Richard Berger                                          | Japonia                                                                  |               |
| Murder by Moonlight                               | Michael Lindsay-Hogg | Brigitte Nielsen, Julian Sands                                              | Regatul Unit al Marii Britanii și al Irlandei de Nord                    | [ 2 ] [ 3 ]   |
| Naked Lunch                                       | David Cronenberg     | Peter Weller, Judy Davis, Ian Holm                                          | Canada · Regatul Unit al Marii Britanii și al Irlandei de Nord · Japonia |               |
| Prayer of the Rollerboys                          | Rick King            | Corey Haim, Patricia Arquette, Christopher Collet                           | Japonia · Statele Unite ale Americii                                     |               |
| Robotrix                                          | Jamie Luk            | Chikako Aoyama, Hiu-Dan Hui, Amy Yip                                        | Hong Kong                                                                | [ 4 ]         |
| The Rocketeer                                     | Joe Johnston         | Billy Campbell, Jennifer Connelly, Alan Arkin, Timothy Dalton, Paul Sorvino | Statele Unite ale Americii                                               |               |
| Star Trek VI: The Undiscovered Country            | Nicholas Meyer       | William Shatner, Leonard Nimoy, DeForest Kelley, James Doohan               | Statele Unite ale Americii                                               | [ 5 ]         |
| Terminator 2: Judgment Day                        | James Cameron        | Arnold Schwarzenegger, Linda Hamilton, Edward Furlong                       | Statele Unite ale Americii                                               | [ 6 ]         |
| The Terror Within II                              | Andrew Stevens       | Andrew Stevens, Stella Stevens, Chick Vennera                               | Statele Unite ale Americii                                               |               |
| Until the End of the World                        | Wim Wenders          | William Hurt, Solveig Dommartin, Sam Neill                                  | Germania · Australia · Franța                                            |               |
| Vegas in Space                                    | Phillip R. Ford      | Doris Fish, Timmy Spence                                                    | Statele Unite ale Americii                                               |               |
| Wax or the Discovery of Television Among the Bees |                      | William S. Burroughs                                                        | Statele Unite ale Americii                                               |               |
| Wedlock                                           | Lewis Teague         | Rutger Hauer, Mimi Rogers                                                   | Statele Unite ale Americii                                               |               |
| Zeiram                                            | Keita Amemiya        |                                                                             | Japonia                                                                  |               |
|                                                   |                      |                                                                             |                                                                          |               |

## Premii

### Premiul Hugo
Premiile Hugo decernate la Worldcon pentru cele mai bune lucrări apărute în anul precedent:
- Premiul Hugo pentru cel mai bun roman: The Vor Game de Lois McMaster Bujold
- Premiul Hugo pentru cea mai bună povestire:
- Premiul Hugo pentru cea mai bună prezentare dramatică:
- Premiul Hugo pentru cea mai bună revistă profesionistă:
- Premiul Hugo pentru cel mai bun fanzin:

### Premiul Nebula
Premiile Nebula acordate de Science Fiction and Fantasy Writers of America pentru cele mai bune lucrări apărute în anul precedent:
- Premiul Nebula pentru cel mai bun roman: Stations of the Tide de Michael Swanwick
- Premiul Nebula pentru cea mai bună nuvelă:
- Premiul Nebula pentru cea mai bună povestire:

### Premiul Saturn
Premiile Saturn sunt acordate de Academy of Science Fiction, Fantasy and Horror Films:
- Premiul Saturn pentru cel mai bun film științifico-fantastic: Terminatorul 2: Ziua Judecății, regizat de James Cameron